# Abhijit Banerjee
Abhijit Vinayak Banerjee (bengalsk: অভিজিৎ বিনায়ক বন্দ্যোপাধ্যায়; født 21. februar 1961 i Mumbai i Indien) er udviklingsøkonom og professor ved Massachusetts Institute of Technology (MIT). I 2019 modtog han sammen med sin ægtefælle og kollega på MIT Esther Duflo og professor Michael Kremer fra Harvard University Nobelprisen i økonomi for de tre økonomers "eksperimentelle tilgang til at afhjælpe global fattigdom".

## Baggrund, uddannelse og karriere
Banerjee blev født i 1961 som søn af to forældre, der begge var økonomiprofesorer i Kolkata. Han blev bachelor i økonomi ved Presidency College i Kolkata i 1981, tog sin master-grad i samme fag i Delhi ved Jawaharlal Nehru University i 1983 og en Ph.D.-grad  ved Harvard University i 1988. Titlen på hans afhandling var "Essays in Information Economics". Han har derefter haft en forskerkarriere ved nogle af USA's og verdens mest prestigiøse økonomiske institutter. 1988-92 var han adjunkt ved Princeton University, 1992-93 adjunkt ved Harvard, 1993-96 lektor ved MIT og fra 1996 professor sammesteds. Fra 2003 har han været leder af Abdul Latif Jameel Poverty Action Lab, der også er placeret på MIT.

## Forskning
Banerjee har sammen med Duflo og Kremer introduceret nye metoder til at finde frem til, hvordan man bedst kan mindske fattigdom i verden. De har opdelt problemet i mindre og derfor mere konkrete og håndterbare spørgsmål, eksempelvis ved at arbejde med at finde den mest effektive metode til at løfte uddannelsesniveauet eller forbedre børnesundheden. De har kombineret deres tanker med eksperimentelt feltarbejde i forskellige lande, og denne eksperimentelle tilgang dominerer nu helt tilgangen indenfor forskningen i udviklingsøkonomi. Nobelstiftelsen skrev i sin begrundelse for at tildele prisen, at metoden dramatisk har forbedret de praktiske muligheder for at bekæmpe fattigdom. Blandt andet har mere end fem millioner børn i Indien nydt godt af deres resultater for organiseringen af skolevæsenet, og i mange lande har man efter økonomernes anvisning satset mere på præventiv sundhedspleje.

## Privatliv
Banerjee har været gift to gange. Hans første hustru var Dr. Arundhati Tuli Banerjee, som forsker og underviser i litteratur ved MIT. De voksede op sammen i Kolkata og har en søn sammen, men blev siden skilt. Banerjee var vejleder for den franske økonom Esther Duflo under hendes Ph.D.-studier ved MIT sidst i 1990'erne. Duflo blev bagefter ansat som adjunkt på MIT og har været ansat der siden. Banerjee og Duflo flyttede senere sammen, fik et barn i 2012 og blev officielt gift i 2015. 